# Fedorivka, Oleksandria
Fedorivka (în ucraineană Федорівка) este un sat în comuna Protopopivka din raionul Oleksandria, regiunea Kirovohrad, Ucraina.

## Demografie
Componența lingvistică a localității Fedorivka
     Ucraineană (100%)
Conform recensământului din 2001, toată populația localității Fedorivka era vorbitoare de ucraineană (100%).